# Eurêka (émission de télévision)
Pour les articles homonymes, voir Eurêka.
Ne doit pas être confondu avec Eureka (série télévisée).
Eurêka est une émission de télévision documentaire scientifique française, diffusée du 25 septembre 1968 au 24 juin 1971 sur la première chaîne de l'ORTF, créée par Michel Treguer, réalisée par Maurice Dugowson et présentée par Marc Gilbert et Brice Parain.

## Diffusions
- 25 septembre 1968: Le nouveau système de réservation d'Air France, Les demoiselles et l'ordinateur, L'Europe vue d'en haut
- 30 octobre 1968 : Le guetteur de satellites
- 28 décembre 1968 : Visualisation, art et cybernétique
- 28 janvier 1969 : La vie des profondeurs, Le secret de la planète
- 25 février 1969 : L'astronautique en Union Soviétique
- 25 mars 1969 : La vie avant la naissance
- 27 mai 1969 : Rapsodie
- 8 juin 1969 : Un certain regard
- 24 juin 1969 : Des cerveaux voyageurs
- 28 juillet 1969 : Dans le ciel du Chili
- 19 août 1969 : Quoi de vrai dans James Bond ?
- 15 octobre 1969 : La télévision de demain
- 12 novembre 1969 : Les inventions de laboratoire
- 17 décembre 1969 : La modernité tunisienne, Des fourmis radioactives
- 28 janvier 1970 : Enfance inadaptée
- 25 février 1970 : La recherche médicale et les ordinateurs
- 25 mars 1970 : La pêche : "Poissons sur mesure"
- 29 avril 1970 : L'aviation civile des prochaines années
- 20 mai 1970 : Monde à l'envers ou monde pilote
- 6 juillet 1970 : Les ethnologues regardent... la France avec Claude Lévi-Strauss
- 3 août 1970 : Uranium et touaregs
- 7 septembre 1970 : Revivre
- 4 novembre 1970 : Le plaisir
- 2 décembre 1970 : Sauver le bœuf, Les dauphins
- 1er janvier 1971 : Apollo XI, Les satellites de communication
- 1er janvier 1971 : Eurêka : être chercheur avec Pierre Joliot-Curie
- 24 janvier 1971 : Évariste  et les 7 dimensions
- 14 avril 1971 : India 71 (1)
- 20 avril 1971 : India 71 (2)
- 16 juin 1971 : Communautés hippies, la science en question
- 24 juin 1971 : La vérité difficile